# Кох, Лауге
Лауге Кох (дат. Svend Lauge Koch, 5 июля 1892, Калуннборг, Дания — 5 июня 1964, Копенгаген, Дания) — датский геолог и полярный исследователь. Один из известнейших исследователей Гренландии первой половины XX века, проведший на этом острове 34 летних сезона и 6 зимовок и начавший его картографирование в эпоху санных экспедиций, а впоследствии ставший пионером аэрофотосъёмки, использовавшим для этого летательные средства от аэропланов до вертолётов. Автор многочисленных работ по геологии Гренландии, один из основных её картографов. Главный фигурант крупнейшего научного скандала Дании («Lauge Koch Controversy»). Кавалер многочисленных наград, почётный член многих научных обществ. В честь Коха названы минерал кохит и Берег Лауге Коха на северо-западе Гренландии.

## Биография
Лауге Кох родился в 1892 году в семье Карла и Элизабет Кох. На его становление как учёного большое влияние оказал троюродный брат отца Йохан Кох — полярный исследователь, участник нескольких гренландских экспедиций, возглавляемых в том числе Людвигом Мюлиусом-Эриксеном и Альфредом Вегенером (в экспедиции последнего (1912—1913) по пересечению Гренландии руководил санной партией). Высшее образование получил в Копенгагенском университете, обучение в котором начал в 1911 году, в 1920 году получил диплом магистра, а в 1929 году докторскую степень, защитив диссертацию по теме «Стратиграфия Гренландии».
Впервые Кох посетил Гренландию в 1913 году, когда работал ассистентом (англ. fieldwork assistant) в районе залива Диско, и с этого времени исследование острова стало делом всей его жизни. В 1920—1923 годах он возглавил первую из многих собственных экспедиций, которую назвал «юбилейной» (англ. Danish Bicentenary Jubilee Expedition) в честь 200-летия начала деятельности в Гренландии датского миссионера Ханса Эгеде, положившего начало её изучению. В рамках этой экспедиции состоялся 200-дневный санный переход по северному берегу острова. В 1921 году Кох стал первым человеком, ступившим на самый северный и близкий к полюсу из известных (до 1996 года) науке островов, — Остров Кофейного Клуба, который в 1900 году впервые наблюдал (но не высаживался на него) Роберт Пири. Столь оригинальное название острову Кох дал в честь неформального названия места сбора членов геолого-разведочного датского сообщества (Geological Survej of Denmark, DGU).
С 1923 года Кох читал лекции в Европе и США. В 1926 году решением Администрации Гренландии он был назначен главным геологом Гренландии, а с 1932 года и вплоть до самой смерти являлся членом её Комиссии по научным исследованиям.
В 1929 году первым выдвинул гипотезу, что геологическое строение кристаллических гнейсов Гренландии может быть результатом каледонской складчатости.
В 1930 году датское правительство облекло Коха полномочиями полицейского инспектора, юрисдикция которого распространялась на всех жителей Гренландии.
В 1933 году Лауге Кох принял личное участие в первых полётах над территорией острова, которые позволили существенно уточнить и дополнить картографические данные о районе Земли Кронпринца Христиана (полуострова на севере Гренландии). В 1935 году в сотрудничестве с правительством Исландии организовал трёхлетнюю экспедицию для исследования природных богатств этой страны.
В 1938 году, после проведённой аэроэкспедиции, он опроверг предположение (сторонником которого являлся и сам) о существовании суши между Гренландией и Шпицбергеном. Данные, полученные во время этой же экспедиции, позволили Коху дать убедительное объяснение ошибке, допущенной Робертом Пири, который полагал, что земля, носящая сегодня его имя, является островом.
Вторая мировая война вынудила Лауге прервать в 1940 году исследовательскую деятельность, но уже в 1947 году он возобновил её в полном объёме, организовав экспедицию из 14 человек, которая провела в Восточной Гренландии зимовку.
Кох принимал участие в полевых исследованиях вплоть до 1959 года, завершив их в возрасте 67 лет в связи с нехваткой правительственных дотаций. В 1960 году Базельский университет присвоил ему степень почётного доктора наук, а в 1963 году он стал почётным доктором наук канадского Университета Макгилла.
Лауге Кох скончался от рака в 1964 году в Копенгагене и был похоронен на кладбище в Хёрсхольме.

## Научная деятельность
Вся научная деятельность Лауге Коха была связана с исследованиями арктических регионов Земли, в первую очередь — Гренландии. В общей сложности на этом острове он провёл в экспедициях 34 летних сезона и 6 зимовок, в первой из которых участвовал в 1913 году рядовым исследователем, во второй (1916—1917) — картографом Кнуда Расмуссена, а последней руководил в 1959 году. За исключением первых двух, все остальные экспедиции Кох организовывал сам.
Экспедиции Коха в Гренландию можно разделить на три периода. Самые первые с 1913 и до 1923 года включительно начинались с лыжных и санных походов с местными проводниками — эскимосами-инуитами, язык которых он знал в совершенстве. Эти путешествия были сопряжены с немалым риском для жизни, и в одном из них Коху даже пришлось съесть своих собак. Во время экспедиций этого периода велось изучение западной и северной частей Гренландии.
Второй период, с 1926 по 1938 год, характеризовался переходом логистики экспедиций на современную основу с использованием для перемещения участников хорошо оснащённых для арктических условий судов, а также включал первые попытки использования самолётов в картографических рейдах и для доставки инструментов. Заслуживающим внимания новшеством было использование Кохом на этом этапе своих исследований исландских пони, поскольку эти выносливые животные прекрасно подходили для перевозки тяжёлых грузов по относительно ровной местности (Кох использовал пони в своих экспедициях вплоть до 1949 года). На этом этапе целью экспедиций было изучение Восточной Гренландии.
В третий, послевоенный период своей деятельности (с 1947 по 1959 год) Кох активно использовал авиацию (самолёты Norseman, Catalina и DC-4), а с середины 1950-х годов применял вертолёты, полностью отказавшись от кораблей (как ранее отказался от ездовых собак). Эти экспедиции также были посвящены изучению Восточной Гренландии.
Все экспедиции, организованные Кохом, отличались хорошей подготовкой и организацией. Как следствие этого, несмотря на суровые природные условия, ни в одной из них не было зафиксировано серьёзных происшествий (а тем более трагедий), сопутствовавших другим полярным исследователям.
Всего в экспедициях Лауге Коха приняли участие более 1200 человек из разных стран, в основном из Дании и других стран Скандинавии, а также Швейцарии и Великобритании, которые проводили в Гренландии разнообразные исследования по гляциологии, метеорологии, геологии и археологии. Под руководством Коха в северо-восточной Гренландии было проведено около 1208 человеко-лет и 126 человеко-зим. Объём материалов, опубликованных Кохом по результатам его работ, составил около 13 000 страниц в журналах (в основном в «Meddelelser om Grønland»), снабжённых множеством карт.
Экспедиции Коха в Гренландию, помимо научных целей, имели также и политическую подоплёку. В 20—30-е годы XX века Норвегия активно отстаивала своё право на часть огромного острова. Датское правительство считало необходимым постоянное присутствие его подданных в Восточной Гренландии, которое способствовало укреплению суверенитета Копенгагена и противостоянию норвежским притязаниям. Признание в 1933 году международным судом в Гааге датского суверенитета над всей территорией Гренландии не в последнюю очередь было связано с интенсивной исследовательской и картографической деятельностью Коха.

## «Lauge Koch Controversy»
В 1935 году результаты исследований Коха были подвергнуты серьёзной критике со стороны ведущих геологов Дании, вплоть до обвинений последнего в присвоении себе достижений других исследователей, что вылилось в грандиозный скандал, вошедший в историю науки под названием «Lauge Koch Controversy» (с англ. — «Полемика вокруг [исследований] Лауге Коха»).
Скандал разразился после критики книги Коха по геологии Гренландии «Geologie von Gronland» одиннадцатью ведущими учёными-геологами Дании, четверо из которых работали ранее в Гренландии под его началом. Критика исходила в том числе от О. Б. Боггилда, директора Минералогического музея и единственного на тот момент профессора института геологии Копенгагенского университета, и от Виктора Мадсена, занимавшего на тот момент пост директора Датского геологоразведочного общества. Они обвиняли её автора в недостоверных методах исследований, неверной интерпретации результатов, значимых умолчаниях и внутренних противоречиях. Кроме публикации в журнале, разгромная рецензия была отпечатана в шестистах экземплярах и разослана учёным-геологам разных стран. Самым серьёзным по научным меркам было обвинение Коха в присвоении себе результатов других исследователей, побудившее его обратиться в суд для защиты своей чести и достоинства. Судебное разбирательство продолжалось около трёх лет, включало апелляцию в Верховный суд Дании и поставило на грань срыва участие Коха в запланированной новой двухлетней экспедиции в Гренландию. Параллельно с этим в научном сообществе Дании встал вопрос об исключении Коха из Геологического общества. В итоге суд постановил, что, хотя первоначальная рецензия на книгу находилась в границах дозволенного, дальнейшие обвинения Коха коллегами были безосновательны, и обязал их выплатить истцу 2000 крон судебных издержек. После этого процесса Кох, за редкими исключениями, больше не брал в свои экспедиции датских геологов.
В литературе упоминаются несколько возможных причин столь неординарного поведения датского геологического научного сообщества в отношении одного из своих членов. Мнение самого Коха (как можно заключить из письма, посланного им своему шведскому коллеге, Хельге Баклунду) заключалось в том, что выступление «одиннадцати» было продиктовано сугубо личными мотивами и имело целью, поставив под сомнение авторитет Лауге, предотвратить его назначение на пост директора Датского геологоразведочного общества. И действительно, Мадсен в то время собирался уходить на пенсию, и Кох был самым очевидным (и, возможно, единственным на тот момент) кандидатом. В результате же разразившегося скандала эта должность досталась молодому коллеге Коха Хильмару Одуму. Более поздние исследователи отмечают, что общественный резонанс, вызванный «Lauge Koch Controversy», указывает на то, что у этого конфликта были более глубокие корни.
Так, К. Г. Хансен писал, что наряду с теоретическими разногласиями по поводу картографических методов, применяемых Кохом (в том числе аэросъёмок), члены сообщества считали, что Лауге стал чересчур доминировать в датской геологической науке и в ней не остаётся места для других исследователей. К. Райс указывал, что новаторские методы Коха сами по себе могли создать ему активную оппозицию среди тех членов сообщества, которые дорожили традициями полярных исследований и считали, что использование современных технологий подрывает их авторитет. У. Дж. Миллс выдвинул предположение, что начало будущему конфликту было положено уже в 1933 году и было связано с неудачным отзывом Коха о своём покойном коллеге Расмуссене. В телефонном интервью с Кохом, проведённом вскоре после смерти Кнуда Расмуссена (считавшегося к тому времени национальным героем Дании), корреспондент попросил Лауге высказать своё мнение о Кнуде. Кох весьма неделикатно ответил, что считает Расмуссена прекрасным водителем собачьих упряжек, но в его научной деятельности не всегда можно было отделить достоверные данные от вымысла. Интервью было опубликовано в популярном журнале, и фраза о Расмуссене вызвала всеобщее негодование. Далее, описывая «Lauge Koch Controversy», Миллс пишет, что это происшествие несомненно сыграло свою роль в развитии событий вокруг Коха.

## Основные экспедиции в Гренландию

### Вторая «тулеская» экспедиция (1916—1917)
Хотя лидером Второй «тулеской» экспедиции был Кнуд Расмуссен, роль Коха как картографа экспедиции была достаточно велика для того, чтобы ряд источников относился к ней как к экспедиции Расмуссена—Коха. Кроме них, в экспедиции участвовали ещё пятеро сотрудников. Экспедиция исследовала северо-западный берег Гренландии. По её результатам на карту были нанесены после детального исследования четыре крупных фьорда, в том числе Шерард-Осборн и Виктория, которые ранее были известны лишь в своих устьях. Кроме этого, на карте появились образованные этими фьордами полуострова. Обратный путь исследователи держали по окраине ледникового щита, это место впоследствии было названо Землёй Кнуда Расмуссена.
Во время этой экспедиции произошло трагическое происшествие, которое, возможно, повлияло на отношение Коха к подготовке своих собственных экспедиций. Один из членов отдельного отряда, которым руководил Кох, шведский ботаник Торилд Вульф погиб при обстоятельствах, которые так и не были доподлинно выяснены. По имеющимся свидетельствам, он, умирая от истощения, сам попросил Коха оставить его. Сам Лауге в этой ситуации находился на волосок от гибели, и только своевременное возвращение Расмуссена спасло его. Споры по поводу меры ответственности Коха не утихали на протяжении более чем 90 лет после этого события.
Кроме Вульфа, погиб ещё один член экспедиции.

### Юбилейная экспедиция (1920—1923)
Эту свою экспедицию в северную часть острова Лауге Кох назвал «юбилейной» в честь двухсотлетия с начала датской колонизации Гренландии. Она готовилась на фоне противоречий между сообщением Роберта Пири 1892 года и докладами других исследователей по вопросу Земли Пири — является ли она отдельным островом или же частью Гренландии.
Кох собирался использовать для транспортировки грузов два трактора, но в связи с невозможностью участия в экспедиции механика ему вновь пришлось положиться на собачьи упряжки. Экспедиция стартовала из небольшого посёлка инуитов 18 марта 1921 года и 5 апреля достигла форта Конгер на острове Элсмир, откуда, после пересечения пролива Робсона, к началу мая Кох вместе с тремя местными проводниками достиг фьорда Де-Лонга на северном побережье Гренландии — севернее точки, достигнутой в экспедиции 1917-го. Вскоре он достиг мыса Бриджмэн на северо-восточной оконечности Земли Пири и далее продолжил путь вдоль побережья до гурия, построенного Йоханом Кохом в 1908 году. Его достижение ознаменовало завершение топосъёмки северо-восточного участка побережья Гренландии.
От гурия он повернул в сторону Индепенденс-фьорда, где разыскал последний отчёт и гурий Людвига Мюлиуса-Эриксена 1907 года, и подтвердил, что Пири принял за пролив, отделяющий землю, названную в его честь, протяжённую низкую долину, получившую теперь название долины Ванделя, и что Земля Пири является полуостровом. От долины Ванделя путешественники поднялись на ледниковый щит Гренландии, по которому взяли курс на Вашингтон-Лэнд (на северном берегу бассейна Кейна). Обратное путешествие выдалось невероятно тяжёлым, и лишь 2 октября, через 200 дней после начала похода, Коху и спутникам удалось вернуться на зимовку.
Этот поход Коха оказался последней из продолжительных санных экспедиций в северной Гренландии. Две попытки продвинуться дальше на северную оконечность Гренландии, предпринятые им в 1922 году, окончились неудачей. Первая попытка в начале летнего сезона была сорвана эпидемией испанки, разразившейся среди местных инуитов. Вторая попытка, предпринятая позже, завершилась тем, что Кох после недели пережидания снежной бури был вынужден вернуться на базу.
В результате его исследований во время «юбилейной» экспедиции были картографированы огромные территории Гренландии, неохваченные Второй «тулеской» экспедицией, в частности, завершена топосъёмка береговой линии северных берегов Гренландии и Земли Пири, по результатам которой был издан атлас Северной Гренландии в масштабе 1:300 000 на 18 листах.

### Трёхлетняя экспедиция (1931—1934)
Большая трёхлетняя экспедиция была организована Данией и направлена в Восточную Гренландию в 1931—1934 годах на фоне территориальных претензий Норвегии на значительный сектор Гренландии, названный норвежцами Землёй Эрика Рыжего, и должна была, отчасти, продемонстрировать датскую активность в этом регионе. В качестве транспортных средств использовались два корабля (Gustav Holm, Godthaab) и гидросамолёты Heinkel. Экспедиция проработала три зимы и четыре летних сезона, в каждый из которых в ней участвовали от 60 до более чем 100 человек, включая множество учёных, представлявших различные научные дисциплины (в том числе геологию, зоологию, ботанику и археологию).
Деятельность экспедиции была организована таким образом, чтобы за счёт развитой инфраструктуры экспедиционной базы максимально эффективно использовать отведённое на неё время. База экспедиции, расположенная на острове Элла у северной оконечности фьорда Короля Оскара и предназначенная и для летних полевых работ, и для зимовок, представляла собой два сборных ангара, каждый из которых состоял из 10 спален, гостиной, лаборатории, мастерской, санузла и других подсобных помещений. Ангары были снабжены генераторами, обеспечивающими подачу электроэнергии. Между ними была налажена телефонная связь. Помимо них, на территории базы были установлены небольшие строения, позволявшие автономно заниматься детальным исследованием полученных материалов, а также склады горючего и продовольствия. Наличие бесперебойного электропитания и хорошо оснащённых полевых лабораторий позволяло Коху и его сотрудникам проводить анализ находок на месте без необходимости посылать их в университетские лаборатории на материке.
В результате работы экспедиции были картографированы и изучены с точки зрения геологии обширные территории Восточной Гренландии между 72 и 76 градусами северной широты, а шведским палеонтологам удалось обнаружить ископаемые останки ранних тетрапод — переходной формы живых существ, занимающей место между рыбами и наземными животными. Итоги экспедиции были обобщены в работах Торнсона (1937) и самого Коха (1955).
Роль самого Коха в этой экспедиции свелась в основном к организационной и руководящей деятельности, которую ему приходилось совмещать с функциями полицейского инспектора и с постоянными вылетами на материк для участия в заседаниях международного суда, рассматривавшего дело о территориальных разногласиях между Данией и Норвегией по поводу государственной принадлежности Восточной Гренландии. Тем не менее, именно во время этой экспедиции Лауге принял личное участие в двух первых картографических полётах над Землёй Кронпринца Христиана. Ему убедительно удалось продемонстрировать возможности, которые открывала аэрофотосъёмка, и по результатам последней им были опубликованы две карты — обобщающая картографические данные по району в целом (плод работы нескольких санных экспедиций в тяжелейших условиях) и созданная по результатам одного полётного дня. Последняя была намного более детальна и включала в себя информацию о возвышенностях и областях в глубине от береговой линии, недоступных в то время наземным исследователям.

### Аэроэкспедиция (1938)
Начиная с 1907 года ряд исследователей Арктики, в частности Й. Кох и П. Фрейхен, в своих отчётах упоминали острова, якобы замеченные ими с восточного берега Гренландии и которые, предположительно, находились на расстоянии около 150 км от неё в сторону Шпицбергена. В пользу факта возможного существования суши в этом направлении говорили доводы как геологов (сам Кох отмечал, что там сходились геосинклинали Северной и Северо-Восточной Гренландии, что делало вполне возможным существование суши), так и ботаников (исследования Г. Сейденфадена 1933 года указывали на возможное наличие в прошлом сухопутного моста между Гренландией и Шпицбергеном). Ещё одним доводом были наблюдения свободной ото льда воды к югу от Норёструннингена.
Острова Фата-морганы (англ. Fatamorgana Islands), как их назвали, могли иметь важное стратегическое значение для контролирующей их страны, и поэтому датское правительство спонсировало очередную полярную экспедицию, которую возглавил Кох и которая должна была обнаружить и описать эти острова, если они существовали. Для реализации этой задачи Кох приобрёл немецкий гидросамолёт модели Дорнье-Валь. Самолёты этой модели использовались для перелётов из Европы в Южную Америку и имели дальность полёта в 2400 км без дозаправки. Самолёт был назван «Perssuak» (на языке гренландцев «Большая штука»). Его возможности позволили спланировать экспедицию так, чтобы, помимо рекогносцировки островов, провести ещё и аэрофотосъёмку Земли Пири.
В состав экспедиции вошли четыре человека, включая Коха. Самолёт был оборудован передовыми техническими новинками, такими как длинноволновый и коротковолновый радиопередатчик, автоматический фотоаппарат, приводимый в действие электричеством и осуществляющий непрерывную фотосъёмку, а также специальными комбинезонами с электрическим подогревом для экипажа. На случай внеплановой экстренной посадки в самолёте находились сани и лыжи, а также шанцевый инструмент для подготовки на местности, если понадобится, взлётной полосы. Взятые с собой пищевые рационы были скомплектованы на основе последних исследований Датской физиологической лаборатории и включали сухофрукты, сахар, шоколад и пеммикан. Топливные баки самолёта вмещали около 4000 литров горючего.
По итогам этой экспедиции Кох доказал, что островов Фатаморганы не существует. Кроме этого, полёт над Землёй Пири позволил значительно уточнить картографию этого края, в том числе определить, что Йохан-Кох-Фьорд врезается в сушу на 100 км глубже, чем предполагалось ранее.

## Основные труды
Ниже приводится список наиболее широко известных работ Лауге Коха по данным Online Computer Library Center
- Koch, L. Nord om Grønland. — Копенгаген: Levin & Munksgaards, 1927. — 279 с.
- Koch, L. Report on the Danish bicentenary jubilee expedition north of Greenland, 1920-23. — Копенгаген: C.A. Reitzel, 1925. — 232 с.
- Koch, L. Contributions to the glaciology of north Greenland. — Копенгаген, 1928.
- Koch, L. Stratigraphy of Greenland. — Копенгаген: Levin & Munksgaards, 1929. — 124 с.
- Koch, L., Rosenkrantz, A. Geology of Greenland. — Копенгаген: C.A. Reitzel, 1929. — 320 с.
- Koch, L. The geology of the south coast of Washington land. — Копенгаген: C.A. Reitzel, 1929. — 39 с.
- Koch, L. The geology of Inglefield land. — Копенгаген: C.A. Reitzel, 1933. — 38 с.
- Koch, L. Vi flyver over Isbjørnens Land. — Копенгаген, 1934. — 153 с.
- Koch, L. Geologie von Grönland. — Берлин: Gebrüder Borntraeger, 1935. — 159 с.
- Koch, L. Carboniferous and Triassic stratigraphy of east Greenland. — Копенгаген: C.A. Reitzel, 1936. — 90 с.
- Thorson, G., Koch, L. Med Treaarsekspeditionen til Christian X’s land. — Копенгаген: Gyldendal, 1937. — 281 с.
- Koch, L. Survey of north Greenland. — Копенгаген: C.A. Reitzel, 1940. — 364 с.
- Koch, L. The east Greenland ice. — Копенгаген: C.A. Reitzel, 1945. — 373 с.
- Koch, L. Report on the expeditions to Central East Greenland. — Копенгаген: C.A. Reitzel, 1950—55.
- Koch, L. Literature from the Danish East Greenland expeditions published in the Meddelelser om Grønland. — Копенгаген: C.A. Reitzel, 1954. — 20 с.

## Семья
Лауге Кох был женат трижды. Первой его супругой стала в 1924 году шведка Ева Биргит Кевентер, дочь стокгольмского профессора Гуннара Андерсона. В этом браке родилось трое детей — Карл (1925), Уве (1926) и Гуннар (1928). Биргит скончалась в 1933 году. Через 3 года после смерти жены Лауге женился второй раз, на Улле, дочери шведского посла в Германии Арвида Рихарта, и в том же году родилась их дочь Метте. Лауге и Улла развелись в 1940 году. В 1944 Кох женился в последний раз, на Эдит Мари, дочери Т. Нильсена. В этом браке не было детей. Эдит пережила мужа и скончалась через 12 лет после него, в 1976 году.
У Коха был по крайней мере один внебрачный ребёнок, Генрик, который родился в 1928 году от связи с гренландкой из Иллоккортоормиута.

## Награды и почётные звания
Награды
- Орден Данеброга — кавалер (Дания, 1927);
- Орден Полярной звезды — рыцарь (Швеция, 1927);
- Орден Почётного Легиона — кавалер (Франция, 1927) и офицер (1933);
- Орден Белой Розы — командор (Финляндия);
- Медали географических и научных обществ, в том числе:

- золотые —

- Датская золотая медаль за заслуги (1923),
- Медаль «Веги» Шведского общества антропологии и географии (1924),
- Золотая медаль Лондонского географического общества (1927)
- Медаль Roquette Французского географического общества (1933);

- серебряные —

- Датская Hans Egede Medaillen (1927),
- Немецкая Карла Риттера (1928),
- Французская Гауди (1929),
- Charles P. Daly Medal Американского географического общества (1930);
- Датский серебряный крест (1933),
- Датская за заслуги с пряжкой (1935);
- Медаль Мэри Кларк Томпсон от Национальной Академии Наук США (1949).

Почётные звания
- Почётный член Американского географического общества (1924);
- Почётный член и член-корреспондент географических обществ Копенгагена, Осло, Гётеборга, Стокгольма, Хельсинки, Антверпена, Москвы, Лондона, Берлина и Нью-Йорка;
- Член-корреспондент Академии наук Парижа, Американского геологического общества, Нью-Йоркского клуба исследователей[2].

## Память
В честь Лауге Коха назван минерал кохит, залежи которого были обнаружены, среди прочего, на исследованной Кохом территории Гренландии.
Кроме того, часть ледяного щита, вдающаяся в залив Мелвилл в Северо-Западной Гренландии, была названа Берегом Лауге Коха.